# Park Jong-woo
Park Jong-woo, né le 10 mars 1989, est un footballeur international sud-coréen. Il évolue au poste de milieu de terrain au Nongbua Pitchaya.

## Biographie

### Carrière internationale
Il est médaillé de bronze aux Jeux olympiques d'été de 2012.

## Palmarès
- Avec  Al-Jazira Club
  - Champion des Émirats arabes unis en 2017